# Delikatesse
Delikatesse (lat. delicatus) via tysk delikatessen, er et begreb, som beskriver finere mad. Begrebet kan også bruges for at beskrive en hensynsfuld eller taktfuld handling.
Delikatesseforretninger er madvareforretninger som tilbyder delikatesser tilberedt eller i råvareform.